# Горшки (Пермский край)
Горшки — деревня в Пермском районе Пермского края, центр Заболотского сельского поселения. Население 724 человека на 2002 год.
Расположена деревня примерно в 28 км (по шоссе) западнее Перми, на реке Серяк (левобережье Камы), высота над уровнем моря 120 м.
Ближайшие населённые пункты: примыкающее с севера Растягаево и практически опустевшие (дачные), Заболото в 0,6 км на восток и Петряхино в 0,8 км на юг.

## История
Поселение известно с 1719 года, как починок Ширинкин, с 1766 года — деревня Горшкова. В период с 1913 по 1940 год действовала Богоявленская церковь и Горшки считались селом.

## Население
| 2002 | 2010 |
| ---- | ---- |
| 724  | ↗748 |

## Инфраструктура
Сельскохозяйственное предприятие — ООО «Тополь», коптильный цех ООО «Семиречье», ООО «Тепличное хозяйство „Мулянка“», отделение почтовой связи. Действуют средняя школа, сельская врачебная амбулатория, Дом культуры, библиотека.